# Honorarium
Honorarium (Latijn voor ereloon of eregeschenk) is een financieel gerelateerd begrip.
Ten tijde van het Romeinse keizerrijk was dit het waardevolle geschenk dat bij de aanvaarding van een raadslidmaatschap door de nieuwbenoemde aan de fiscus werd betaald.
Nadien werd en wordt deze term meestal gebruikt voor de financiële vergoeding door de cliënt voor de dienstverlening, geestelijke en artistieke arbeid, aan de beoefenaars van vrije beroepen: accountants, advocaten, architecten, artsen, auteurs, notarissen, kunstschilders, enz.